# Oorsnijding
Oorsnijding was een lijf- en schandstraf die erin bestond dat één of twee oren van een veroordeelde delinquent werden afgesneden.

## Geschiedenis
De Codex Hammurabi bestrafte bepaalde misdrijven met het afsnijden van oren.
In het middeleeuwse en vroegmoderne Europa was het een straf die typisch op dieven werd toegepast. Ook banverbrekers en vagebonden werden soms tot oorsnijding veroordeeld. De straf resulteerde in een moeilijk te verbergen schandteken dat het publiek waarschuwde op zijn hoede te zijn voor de betrokkene en dat dus fungeerde als een soort strafblad. Het onbedoelde neveneffect was dat personen met een aangeboren of accidentele verminking aan het oor eveneens een stigma opliepen.
Een eerste diefstal werd vaak bestraft met geseling en het afsnijden van één of twee oren kwam dan in beeld bij recidive. Zware of onverbeterlijke dieven kregen de doodstraf. Omdat vrouwen zelden werden opgehangen, en het levend begraven meestal als een te zware straf werd beschouwd, kregen zij meer oorsnijdingen opgelegd dan mannen. 
Het uitvoeren van een oorsnijding werd dikwijls voorafgegaan door te pronk stellen en/of geselen. Het was dus zowel een lijfstraf als een onterende straf.
Een lichtere straf aan het oor was het kortoren: het splijten van oorschelpen – zoals bij vee –, of het afsnijden van oorlellen. Een andere oorstraf was vastnagelen aan de (houten) schandpaal, zodat de veroordeelde zich alleen kon bevrijden door zelf zijn oor te scheuren. Deze variant was slechts kortstondig in voege te Gent en te Antwerpen en viseerde met name bedelaars en gokkers.